# Indicator de pH

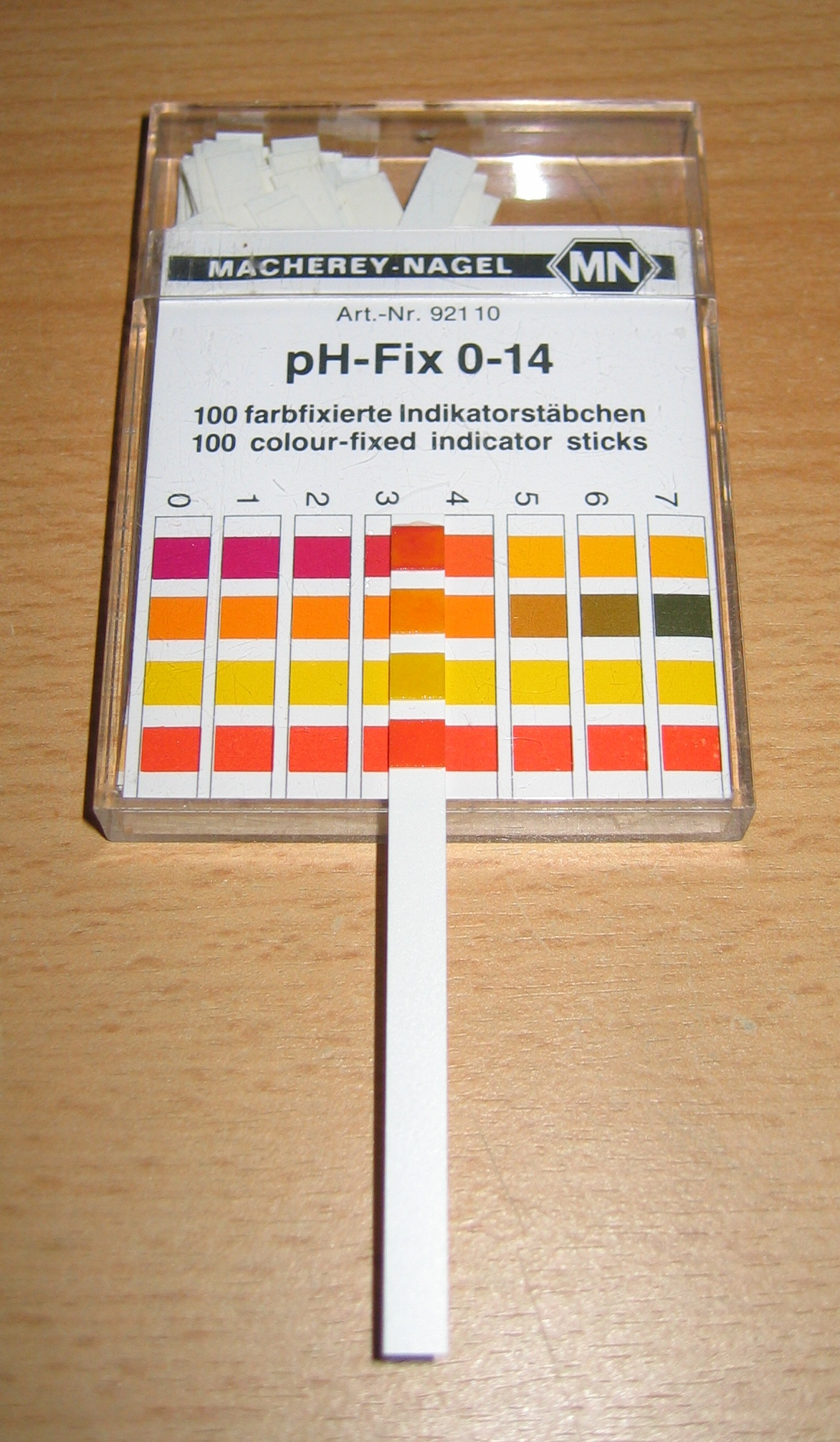
Pentru o măsurare rapidă a pH se folosește gama de culoare

Indicatorii de pH sunt acizi sau baze organice slabe care au proprietatea de a-și modifica o caracteristica ușor sesizabilă (culoarea) atunci când în sistemul chimic se schimbă un anumit parametru. Indicatorii chimici de culoare sunt sensibili de fapt la concentrația ionilor de hidroniu din sistem, sau mai bine zis la nivelul pH-ului.
Funcționarea indicatorilor de culoare a fost prima dată explicată de către Kolthoff prin faptul că aceștia posedă grupări cromatofore (nitro, carbonilică, legături nesaturate, etc.)care își schimbă structura atunci când se schimbă valoarea pH-ului sistemului. 
Fiecare indicator este caracterizat de un domeniu de viraj. Domeniul de viraj reprezinta treptele sau unitățile de pH pe care indicatorul începe să reacționeze cu agentul de titrare folosit, participând la o reacție secundară de aceeași natură ca cea principală. Domeniul de viraj este de obicei de aproximativ 2 unități de pH. La începutul unei titrări indicatorul se găsește în soluție sub formă moleculară iar după titrare sub formă ionizată. Domeniul de viraj nu se restrânge la un punct deoarece aceeași teorie a lui Kolthoff stipulează faptul că grupările cromatofore își schimbă continuu structura până la stabilizare.
Fiecare indicator este caracterizat de un PT, acesta reprezentând momentul în care jumătate din cantitatea de indicator din fază moleculară a trecut în fază ionica.
| Indicator                                               | Culoare la pH acid | Interval de viraje (aproximativ) | Culoare la pH bazic |
| ------------------------------------------------------- | ------------------ | -------------------------------- | ------------------- |
| Indicator universal                                     | roșu               | 3.5-7.0                          | verde strălucitor   |
| Metil violet                                            | galben             | 0.0-1.6                          | violet albastru     |
| Verde malachit (pH acid - primul interval de virare)    | galben             | 0.2-1.8                          | albastru-verde      |
| Albastru de timol (pH acid - primul interval de virare) | roșu               | 1.2-2.8                          | galben              |
| Galben de metil (soluție etanolică)                     | roșu               | 2.9-4.0                          | galben              |
| Albastru de bromfenol                                   | galben             | 3.0-4.6                          | violet              |
| Roșu Congo                                              | albastru           | 3.0-5.2                          | roșu                |
| Metil orange                                            | roșu               | 3.1-4.4                          | galben              |
| Metil orange în xilen                                   | violet             | 3.2-4.2                          | verde deschis       |
| Verde de bromocrezol                                    | galben             | 3.8-5.4                          | albastru            |
| Roșu de metil                                           | roșu               | 4.2-6.3                          | galben              |
| Turnesol (Azolitmină)                                   | roșu               | 4.5-8.3                          | albastru            |
| Violet de bromcrezol                                    | galben             | 5.2-6.7                          | violet              |
| Roșu de bromfenol                                       | galben-portocaliu  | 5.2-6.8                          | violet              |
| Albastru de bromtimol                                   | galben             | 6.0-7.6                          | albastru            |
| Roșu fenol                                              | galben             | 6.6-8.0                          | roșu                |
| Roșu neutral                                            | violet deschis     | 6.8-8.0                          | galben-portocaliu   |
| α Naftolftaleina                                        | maro               | 7.1-8.3                          | teal                |
| Roșu de crezol                                          | galben             | 7.2-8.8                          | violet              |
| Albastru de timol (bază - al 2-lea interval )           | galben             | 8.0-9.6                          | albstru             |
| Fenolftaleină (Hln)                                     | incolor            | 8.2-10.0                         | roșu carmin         |
| Timolftaleină                                           | incolor            | 9.4-10.6                         | albastru            |
| Albastru alcalin                                        | violet             | 9.4-14.0                         | roz                 |
| Alizarin Yellow R                                       | galben             | 10.1-12.0                        | galben-maroniu      |
| Indigo carmine                                          | albastru           | 11.4-13.0                        | galben              |
| Verde malachit (bază - al 2-lea interval de viraj)      | albastru-verde     | 11.5-13.2                        | incolor             |